# Bemarivo (fleuve)
La Bemarivo (/be.mari.v/, en français : « la grande peu profonde »), est un fleuve du versant est de Madagascar dans la région Sava. Il se jette dans l'océan Indien.

## Géographie
La Bemarivo marque la limite nord du territoire des Betsimisarakas. L'embouchure se situe à hauteur de la commune de Bemanevika. La source se trouve à une altitude de 2 100 m.

### Bassin versant
Le bassin versant est de 5 400 km2.

## Affluents
Son principal affluent droit est l'Androranga.

## Aménagements
La zone de ce bassin versant a fait l'objet d'un projet de développement PADANE ou Projet d'amélioration et de développement agricole dans le nord-est.